# Jan Wański
Jan Wański (ur. 2 czerwca 1756 w Bukówcu Górnym w powiecie leszczyńskim, zm. 26 października 1809 w Poznaniu) – polski skrzypek i kompozytor.

## Życiorys
Ojciec skrzypka i kompozytora Jana Nepomucena Wańskiego. Jego brat Roch (zm. 1808) był wiolonczelistą na dworze hrabiego Feliksa Polanowskiego w Moszkowie koło Lwowa. Jego siostrzeńcem był Karol Kurpiński.
Jan Wański działał głównie w Poznaniu, ale też w Sarnowie (obecnie część Rawicza), Święciechowie i Wschowie.
Oprócz działalności koncertowej zajmował się kompozycją. W latach osiemdziesiątych XVIII w. skomponował opery: „Pasterz nad Wisłą” (1786) i „Kmiotek” (1787–1788, z Józefem Wybickim). Opery te były wystawiane m.in. w rezydencji Wybickiego w Manieczkach.
Pisał wokalno-instrumentalne utwory religijne dla kościoła parafialnego w Poznaniu, kościoła w Grodzisku Wielkopolskim, oo. cystersów w Obrze i Przemęcie, oo. filipinów w Gostyniu. W latach 1788–1809 komponował również dla kapeli przy katedrze w Gnieźnie (m.in. 3 symfonie i Requiem). Komponował także utwory taneczne.